# HAL Kiran
HAL HJT-16 Kiran (Žarek svetlobe) je reaktivno šolsko vojaško letalo indijskega proizvajalca Hindustan Aeronautics (HAL). Poleg Indijskih letalskih sil in mornarice, ga uporabljajo tudi indijski akrobatski skupini Surya Kiran in Sagar Pawan. 
Verzijo Kiran Mk I poganja britanski turboreaktivni motor Rolls-Royce Viper, verzijo Kiran Mk II pa Bristol Siddeley Orpheus
Kiran se uporablja naslednji korak za pilote, ki so prej leteli na propelerskem HAL HPT-32 Deepak.

## Specifikacije (Kiran IA)
Podatki iz Jane's All The World's Aircraft 1982-83; Taylor 1982, pp. 92–93
Splošne karakteristike
- Posadka: 2
- Dolžina: 10,60 m (34 ft 9 in)
- Razpon kril: 10,70 m (35 ft 1¼ in)
- Višina: 3,64 m (11 ft 11 in)
- Površina kril: 19,00 m² (204,5 ft²)
- Teža praznega letala: 2560 kg (5644 lb)
- Maks. vzletna teža: 4235 kg (9336 lb)
- Pogon letala: 1 × Rolls-Royce Viper turboreaktivni motor, 11,12 kN (2500 lbf)

 Zmogljivost 
- Maks. hitrost: 695 km/h (375 vozlov, 432 mph) na nivoju morja
- Potovalna hitrost: 324 km/h (175 vozlov, 201 mph)
- Hitrost porušitve vzgona: 145 km/h (92 vozlov, 106 mph) s spuščenimi zakrilci in spuščenim podvozjem
- Trajanje leta: 1 ura 45 minut
- Višina leta: 30000 ft (9150 m)

Oborožitev

- 2x 227kg bombi ali 2x izstreljevalca raket SNEB ali 2x nosilca 7,62 mm strojnic ali 2x 226 litrska rezervoarja za goriv0

## BIbliografija
- The Illustrated Encyclopedia of Aircraft (Part Work 1982-1985). Orbis Publishing. 1. januar 1988.
- Donald, David; Jon Lake (1996). Encyclopedia of World Military Aircraft (Single volume izd.). London: Aerospace Publishing. ISBN 1-874023-95-6.
- Taylor, John W. R. (1982). Jane's All The World's Aircraft 1982-83. London: Jane's Yearbooks. ISBN 0-7106-0748-2.
- Taylor, John W. R. (1988). Jane's All The World's Aircraft 1988-89. Coulsdon, UK: Jane's Defence Data. ISBN 0-7106-0867-5.

Predloga:HAL aircraft